# Railtraxx
Die Railtraxx NV ist ein belgisches Eisenbahnverkehrsunternehmen mit Sitz in Antwerpen. Railtraxx gehört zum Geschäftsbereich Rail Logistics Europe der SNCF.
Railtraxx ist in Belgien, Deutschland und den Niederlanden aktiv.

## Geschichte

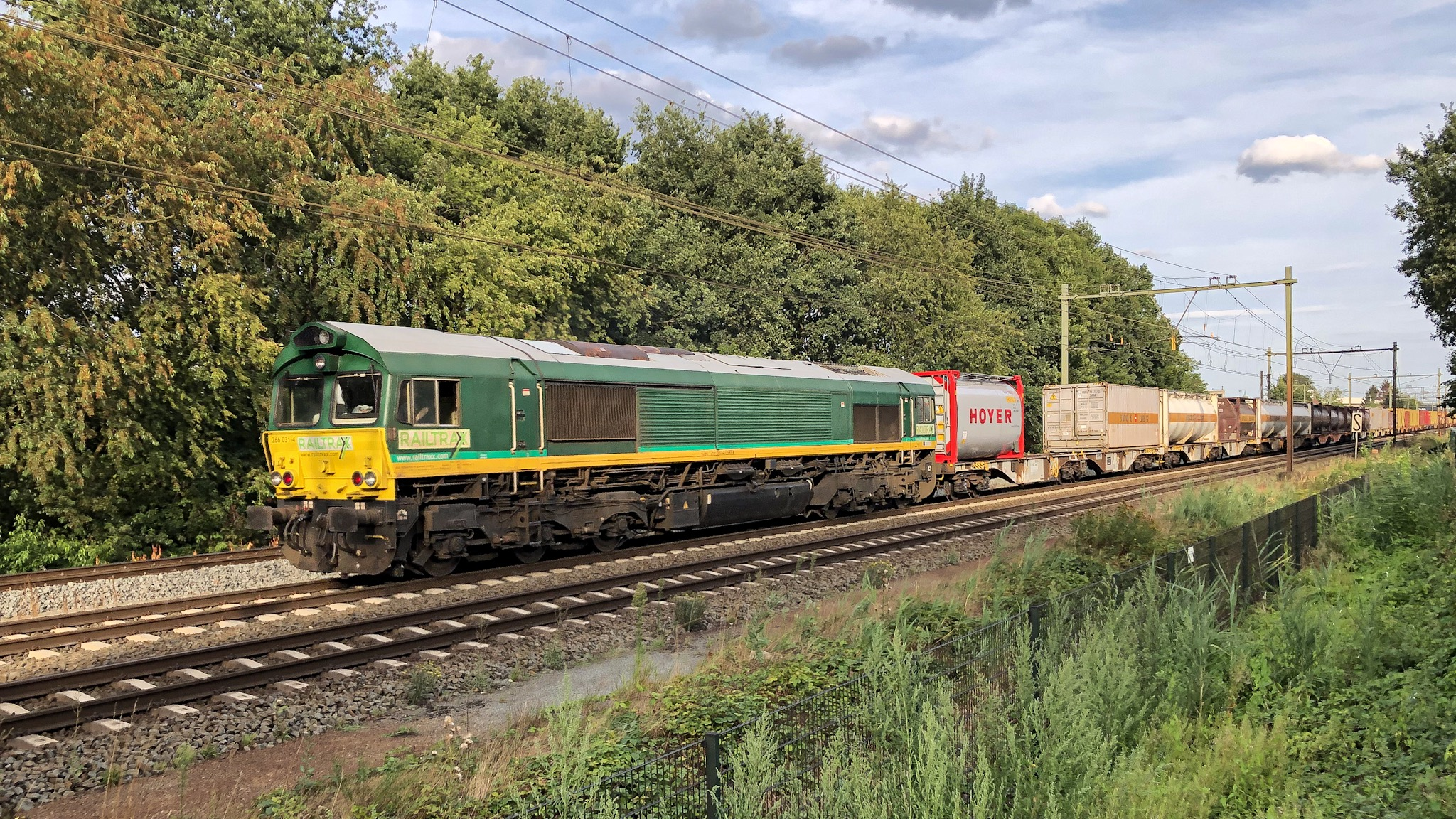
Eine Class 66 von Railtraxx vor einem Güterzug

Ein Unternehmen Railtraxx wurde 2009 als Gütereisenbahn von Pieter Van Overmeire gegründet. Die Captrain Belgium entstand 2000 als Generalvertretung der SNCF und war seit 2007 Eisenbahnverkehrsunternehmen. Durch die Fusion beider Unternehmen entstand 2019 die heutige Railtraxx mit 120 Mitarbeitern zum Zeitpunkt der Fusion.

## Flotte
Zum Zeitpunkt der Fusion bestand die Flotte aus acht angemieteten Traxx-Elektrolokomotiven und 15 Diesellokomotiven (eine G 2000-3 BB, vier ex-NS 6400 und zehn EMD JT42CWR).